# Šafránová revoluce

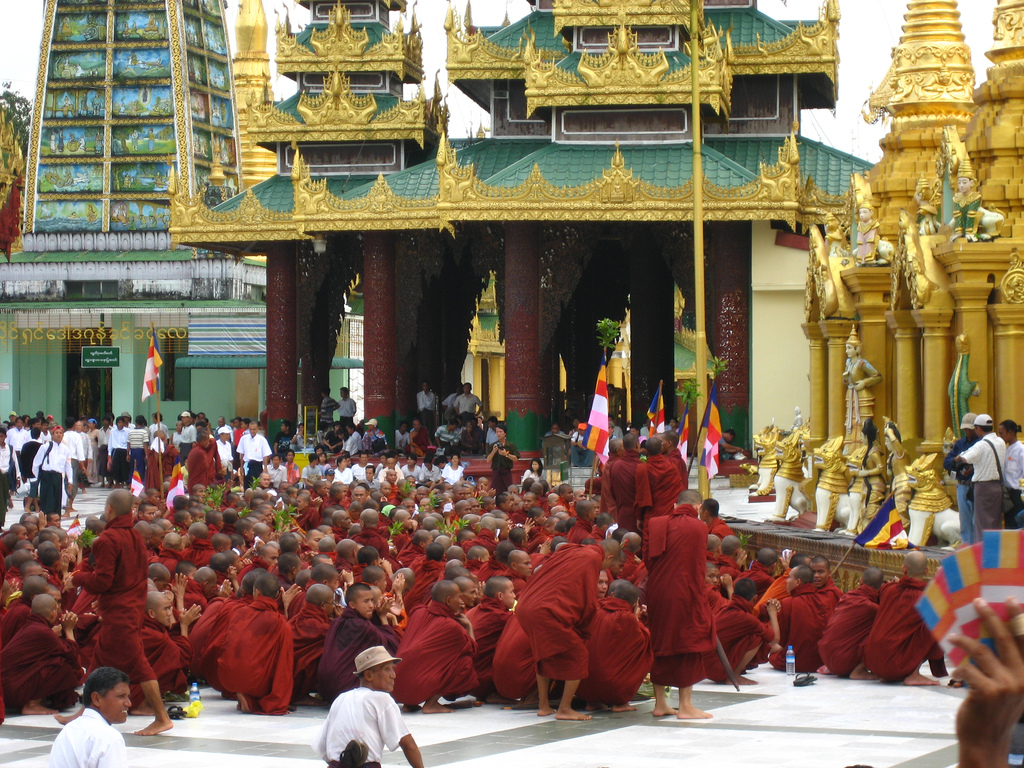
Mniši protestující u Zlaté pagody v Rangúnu, září 2007

Šafránová revoluce byla série demonstrací, které se uskutečnily v Myanmaru během srpna, září a října roku 2007. Protesty odstartovalo nečekané rozhodnutí vojenské vlády, která v již tak napjaté ekonomické situaci většiny obyvatel razantně zvýšila cenu pohonných hmot. Nejvíce vzrostla cena stlačeného zemního plynu (CNG), a to až o 500 procent.
Od září 2007 byly protesty vedeny tisíci buddhistických mnichů. Podle barvy jejich rouch dostaly nepokoje své jméno. Na konci září však vláda opět proti protestujícím tvrdě zasáhla. 
Přesný počet obětí protestů není znám. Odhady udávají 13–31 mrtvých a stovky zadržených a zatčených, z nichž ne všichni byli následně propuštěni. Jednou z obětí byl japonský fotoreportér Kenji Nagai. Šlo o největší vlnu pouličních protestů za 19 let, které uplynuly od povstání 8888 v roce 1988.
Lídrem mnichů byl U Gambira; v říjnu 2008 byl odsouzen k 68 letům vězení, včetně 12 let těžké práce. V odvolacím řízení mu byl trest snížen na 65 let. Proti jeho věznění protestovaly organizace Amnesty International a Human Rights Watch. Byl propuštěn na amnestii v lednu 2012, ale téhož roku byl ještě aspoň třikrát zatčen. V roce 2019 získal azyl v Austrálii.  